# Flèche wallonne féminine 2000
Cet article concerne l'édition féminine de la Flèche wallonne. Pour la course masculine, voir Flèche wallonne 2000.
La 3e édition de la Flèche wallonne féminine a eu lieu le 12 avril 2000. Elle fait partie du calendrier de la Coupe du monde de cyclisme sur route féminine 2000. La course est remportée par la Canadienne Geneviève Jeanson.

## Parcours
Le parcours, long de 91 km, comporte les six côtes suivantes ,:
| Num | Nom              | km   | Longueur (m) | Pente moyenne | km de l'arrivée |
| --- | ---------------- | ---- | ------------ | ------------- | --------------- |
| 1   | Côte de France   | 13   | 2,5          | 5,8 %         | 78              |
| 2   | Côte de Pailhe   | 32,5 | 1 500        | 4 %           | 58,5            |
| 3   | Côte de Bellaire | 54,5 | 900          | 7,4 %         | 36,5            |
| 4   | Côte de Bohissau | 63   | 2 700        | 5,9 %         | 28              |
| 5   | Côte de Ahin     | 79,5 | 2 000        | 7,9 %         | 11,5            |
| 6   | Mur de Huy       | 91,0 | 1 000        | 13,5 %        | 0               |

## Équipes
| Équipes féminines professionnelles (10)- Acca Due O-Lorena Camicie - Alfa Lum-RSM - Edil Savino - Farm Frites-Hartol - Gas Sport Team - La Rosa dei Venti - Master Team-Carpe Diem - SC Michela Fanini Record Rox - Equipe Nürnberger Versicherung - Vlaanderen 2002 Ladies Équipes nationales (9)- Allemagne - Belgique - Canada - France - Grande-Bretagne - Pays-Bas - Tchéquie - Suisse - Ukraine |
| |

Note : l'équipe d'Ukraine comporte également des coureuses brésiliennes.

## Favorites
La favorite en l'absence de la leader de la Coupe du monde Anna Wilson est Diana Žiliūtė. Elle peut compter sur le soutien de son équipe Acca Due O-Lorena Camicie avec des équipières comme Marion Clignet et Zoulfia Zabirova. Edita Pučinskaitė, deuxième l'année précédente, et Leontien van Moorsel font office de challenger. Les autres noms cités sont : Ina-Yoko Teutenberg, Geneviève Jeanson, Brunen, Mirjam Melchers, Alessandra Cappellotto, Bonanomi, Pregnolato, Jacinta Coleman et Karen Kurreck.

## Récit de la course
Des pluies intermittentes ponctuent la course. Du vent est également présent. Geneviève Jeanson provoque la première accélération dans la côte de France ce qui provoque une sélection importante dans le peloton. Cette manœuvre surprend beaucoup de favorites qui étaient à ce moment-là mal placée dans le peloton. Celui-ci se reforme par la suite. À mi-course, les équipes Acca Due O-Lorena Camicie et Gas Sport Team se mettent à imprimer un rythme plus élevé. La côte de Bellaire réalise une sélection. Deux groupes fusionnent peu après le sommet. Elles sont onze en tête : Cindy Pieters, Priska Doppmann, Heidi Van de Vijver, Susanne Ljungskog, Alessandra Cappellotto, Nicole Brändli, Diana Žiliūtė, Fany Lecourtois, Pia Sundstedt, Jacinta Coleman et Genevière Jeanson. Elle distance ses adversaires dans l'ultime ascension du mur de Huy. Pia Sundstedt prend la deuxième place. Genevière Jeanson remonte à la deuxième position de la Coupe du monde. Elle est également automatiquement qualifiée pour les Jeux olympiques par le Canada,.

## Classement final
| \| Classement général \| Classement général \| Classement général \| Classement général \| Classement général \| \| Coureuse \| Coureuse \| Pays \| Équipe \| Temps \| \| ------------------ \| ---------------------- \| ------------------ \| ------------------------------ \| ------------------ \| \| 1re \| Geneviève Jeanson \| Canada \| Canada \| 2 h 38 min 09 s \| \| 2e \| Pia Sundstedt \| Finlande \| Gas Sport Team \| + 10 s \| \| 3e \| Fany Lecourtois \| France \| Alfa Lum-RSM \| + 23 s \| \| 4e \| Diana Žiliūtė \| Lituanie \| Acca Due O-Lorena Camicie \| + 37 s \| \| 5e \| Cindy Pieters \| Belgique \| Vlaanderen 2002 Ladies \| + 41 s \| \| 6e \| Susanne Ljungskog \| Suède \| Farm Frites-Hartol \| + 42 s \| \| 7e \| Priska Doppmann \| Suisse \| Master Team-Carpe Diem \| + 45 s \| \| 8e \| Alessandra Cappellotto \| Italie \| Gas Sport Team \| + 45 s \| \| 9e \| Nicole Brändli \| Suisse \| Suisse \| + 47 s \| \| 10e \| Jacinta Coleman \| Nouvelle-Zélande \| Equipe Nürnberger Versicherung \| + 53 s \| |                        |                  |                                |                 |
| |                        |                  |                                |                 |
| |                        |                  |                                |                 |
| Classement général |                        |                  |                                |                 |
| Coureuse | Coureuse               | Pays             | Équipe                         | Temps           |
| 1re | Geneviève Jeanson      | Canada           | Canada                         | 2 h 38 min 09 s |
| 2e | Pia Sundstedt          | Finlande         | Gas Sport Team                 | + 10 s          |
| 3e | Fany Lecourtois        | France           | Alfa Lum-RSM                   | + 23 s          |
| 4e | Diana Žiliūtė          | Lituanie         | Acca Due O-Lorena Camicie      | + 37 s          |
| 5e | Cindy Pieters          | Belgique         | Vlaanderen 2002 Ladies         | + 41 s          |
| 6e | Susanne Ljungskog      | Suède            | Farm Frites-Hartol             | + 42 s          |
| 7e | Priska Doppmann        | Suisse           | Master Team-Carpe Diem         | + 45 s          |
| 8e | Alessandra Cappellotto | Italie           | Gas Sport Team                 | + 45 s          |
| 9e | Nicole Brändli         | Suisse           | Suisse                         | + 47 s          |
| 10e | Jacinta Coleman        | Nouvelle-Zélande | Equipe Nürnberger Versicherung | + 53 s          |

## Liste des participantes
| Acca Due O-Lorena Camicie ADO | Acca Due O-Lorena Camicie ADO | Acca Due O-Lorena Camicie ADO |
| ----------------------------- | ----------------------------- | ----------------------------- |
| Num                           | Coureuse                      | Pos                           |
| 1                             | Diana Žiliūtė (LTU)           | 4e                            |
| 2                             | Marion Clignet (FRA)          | 45e                           |
| 4                             | Tatiana Stiajkina (UKR)       | 12e                           |
| 5                             | Zita Urbonaitė (LTU)          | 35e                           |
| 6                             | Zulfiya Zabirova (RUS)        | 44e                           |
| 7                             | Vera Hohlfeld (GER)           | 59e                           |

| Alfa Lum-RSM ALF | Alfa Lum-RSM ALF                | Alfa Lum-RSM ALF |
| ---------------- | ------------------------------- | ---------------- |
| Num              | Coureuse                        | Pos              |
| 11               | Edita Pučinskaitė (LTU) (route) | 26e              |
| 12               | Fátima Blázquez (ESP)           | 33e              |
| 13               | Aleksandra Koliaseva (RUS)      | 67e              |
| 14               | Fany Lecourtois (FRA)           | 3e               |
| 15               | Joane Somarriba (ESP)           | 14e              |
| 16               | Daniela Veronesi (SMR)          | 19e              |

| Edil Savino EDI | Edil Savino EDI            | Edil Savino EDI |
| --------------- | -------------------------- | --------------- |
| Num             | Coureuse                   | Pos             |
| 21              | Swetlana Bubnenkowa (RUS)  | 16e             |
| 22              | Karen Kurreck (USA)        | 13e             |
| 23              | Silvia Parietti (ITA)      | 66e             |
| 24              | Valentina Polkhanova (RUS) | 28e             |
| 25              | Sonia Rocca (ITA)          | 90e             |
| 29              | Giovanna Troldi (ITA)      | 42e             |

| Farm Frites-Hartol FAR | Farm Frites-Hartol FAR     | Farm Frites-Hartol FAR |
| ---------------------- | -------------------------- | ---------------------- |
| Num                    | Coureuse                   | Pos                    |
| 31                     | Leontien van Moorsel (NED) | 30e                    |
| 32                     | Yvonne Brunen (NED)        | 20e                    |
| 33                     | Madeleine Lindberg (SWE)   | 32e                    |
| 34                     | Susanne Ljungskog (SWE)    | 6e                     |
| 35                     | Debby Mansveld (NED)       | 83e                    |
| 37                     | Rikke Sandhøj (DEN)        | 81e                    |

| Vlaanderen 2002 Ladies VLA | Vlaanderen 2002 Ladies VLA | Vlaanderen 2002 Ladies VLA |
| -------------------------- | -------------------------- | -------------------------- |
| Num                        | Coureuse                   | Pos                        |
| 41                         | Heidi Van de Vijver (BEL)  | 11e                        |
| 42                         | Cindy Bauwens (BEL)        | 58e                        |
| 43                         | Veronique Belleter (BEL)   | 57e                        |
| 44                         | Cindy Pieters (BEL)        | 5e                         |
| 46                         | Vanja Vonckx (BEL)         | 54e                        |
| 47                         | Vanessa Cheatley (NZL)     | 25e                        |

| Gas Sport Team GAS | Gas Sport Team GAS           | Gas Sport Team GAS |
| ------------------ | ---------------------------- | ------------------ |
| Num                | Coureuse                     | Pos                |
| 51                 | Alessandra Cappellotto (ITA) | 8e                 |
| 52                 | Roberta Bonanomi (ITA)       | 34e                |
| 53                 | Simona Parente (ITA)         | 22e                |
| 54                 | Luisiana Pegoraro (ITA)      | 48e                |
| 55                 | Gabriella Pregnolato (ITA)   | 50e                |
| 56                 | Pia Sundstedt (FIN)          | 2e                 |

| Master Team-Carpe Diem MAS | Master Team-Carpe Diem MAS | Master Team-Carpe Diem MAS |
| -------------------------- | -------------------------- | -------------------------- |
| Num                        | Coureuse                   | Pos                        |
| 61                         | Sigrid Corneo (ITA)        | 65e                        |
| 62                         | Tania Belvederesi (ITA)    | 82e                        |
| 64                         | Priska Doppmann (SUI)      | 7e                         |
| 65                         | Marcia Eicher (SUI)        | 47e                        |
| 66                         | Katia Longhin (ITA)        | 55e                        |
| 69                         | Samanta Loschi (ITA)       | AB                         |

| Allemagne GER | Allemagne GER        | Allemagne GER |
| ------------- | -------------------- | ------------- |
| Num           | Coureuse             | Pos           |
| 71            | Ina-Yoko Teutenberg  | 49e           |
| 72            | Jacqueline Brabenetz | 41e           |
| 75            | Tina Liebig          | 84e           |
| 76            | Kerstin Scheitle     | 52e           |
| 77            | Anna-Sophia Czilwik  | 80e           |
| 78            | Chantalle Gehrig     | 53e           |

| SC Michela Fanini Record Rox MIC | SC Michela Fanini Record Rox MIC | SC Michela Fanini Record Rox MIC |
| -------------------------------- | -------------------------------- | -------------------------------- |
| Num                              | Coureuse                         | Pos                              |
| 81                               | Zinaida Stahurskaia (BLR)        | 29e                              |
| 83                               | Natalja Kistchuk (UKR)           | 37e                              |
| 85                               | Svetlana Samokhvalova (RUS)      | 38e                              |
| 86                               | Oksana Saprykina (UKR)           | 27e                              |
| 87                               | Anna Farina (ITA)                | 93e                              |
| 89                               | Marika Murer (SUI)               | 89e                              |

| Equipe Nürnberger Versicherung NUR | Equipe Nürnberger Versicherung NUR | Equipe Nürnberger Versicherung NUR |
| ---------------------------------- | ---------------------------------- | ---------------------------------- |
| Num                                | Coureuse                           | Pos                                |
| 91                                 | Jacinta Coleman (NZL)              | 10e                                |
| 92                                 | Clarissa Breuer (GER)              | 73e                                |
| 93                                 | Carolin Dietmann-Pfister (AUT)     | AB                                 |
| 95                                 | Erika Schertl (GER)                | 40e                                |

| La Rosa dei Venti RDV | La Rosa dei Venti RDV     | La Rosa dei Venti RDV |
| --------------------- | ------------------------- | --------------------- |
| Num                   | Coureuse                  | Pos                   |
| 102                   | Gitana Gruodyte (LTU)     | 71e                   |
| 103                   | Edita Kubelskienė (LTU)   | AB                    |
| 104                   | Deira Mari (ITA)          | AB                    |
| 105                   | Olga Mikhailoyskaia (RUS) | AB                    |
| 106                   | Negringa Raudonite (LTU)  | AB                    |
| 107                   | Nadia Zuccherelli (ITA)   | AB                    |

| France FRA | France FRA                | France FRA |
| ---------- | ------------------------- | ---------- |
| Num        | Coureuse                  | Pos        |
| 111        | Élisabeth Chevanne-Brunel | 15e        |
| 112        | Aline Camboulives         | 18e        |
| 113        | Magali Le Floc'h          | 23e        |
| 114        | Géraldine Loewenguth      | 36e        |
| 115        | Laurence Restoin          | 56e        |
| 116        | Maryline Salvetat         | 43e        |

| Belgique BEL | Belgique BEL    | Belgique BEL |
| ------------ | --------------- | ------------ |
| Num          | Coureuse        | Pos          |
| 121          | Sylvia Debboudt | AB           |
| 122          | Veronique Coene | AB           |
| 123          | Veerle Ingels   | 74e          |
| 124          | Natasja Nobels  | AB           |
| 126          | Ann Roegiers    | 91e          |
| 127          | Lensy Debboudt  | 94e          |

| Canada CAN | Canada CAN        | Canada CAN |
| ---------- | ----------------- | ---------- |
| Num        | Coureuse          | Pos        |
| 131        | Julia Bradley     | 87e        |
| 132        | Myriam Desrosiers | AB         |
| 134        | Leigh Hobson      | 63e        |
| 135        | Amy Jarvis        | 86e        |
| 136        | Darnelle Moore    | 68e        |
| 137        | Geneviève Jeanson | 1re        |

| Grande-Bretagne GBR | Grande-Bretagne GBR | Grande-Bretagne GBR |
| ------------------- | ------------------- | ------------------- |
| Num                 | Coureuse            | Pos                 |
| 141                 | Yvonne McGregor     | 24e                 |
| 142                 | Susan Carter        | 39e                 |
| 143                 | Emma Davies         | 78e                 |
| 144                 | Ceris Gilfillan     | 17e                 |
| 145                 | Megan Hughes        | 70e                 |
| 146                 | Sara Symington      | 69e                 |

| Pays-Bas NED | Pays-Bas NED           | Pays-Bas NED |
| ------------ | ---------------------- | ------------ |
| Num          | Coureuse               | Pos          |
| 151          | Areke Hassink          | 95e          |
| 152          | Edith Klep-Moerenhout  | 61e          |
| 153          | Francis Linthorst      | 79e          |
| 154          | Sandra Rombouts        | 60e          |
| 155          | Sonja Van Kuik-Pfister | 62e          |
| 156          | Janneke Vos            | 85e          |

| Tchéquie CZE | Tchéquie CZE      | Tchéquie CZE |
| ------------ | ----------------- | ------------ |
| Num          | Coureuse          | Pos          |
| 162          | Lada Kozlíková    | 51e          |
| 165          | Adéla Vlnova      | AB           |
| 166          | Simona Wagnerova  | AB           |
| 167          | Monika Richterova | AB           |

| Suisse SUI | Suisse SUI           | Suisse SUI |
| ---------- | -------------------- | ---------- |
| Num        | Coureuse             | Pos        |
| 171        | Nicole Brändli       | 9e         |
| 172        | Denise Baumann       | 92e        |
| 173        | Marion Brauen        | 76e        |
| 175        | Yvonne Schnorf-Wabel | AB         |
| 176        | Sandra Wampfler      | 75e        |
| 177        | Diana Rast           | 88e        |

| Ukraine UKR | Ukraine UKR                 | Ukraine UKR |
| ----------- | --------------------------- | ----------- |
| Num         | Coureuse                    | Pos         |
| 181         | Yuliya Murenkaya            | 21e         |
| 182         | Natalia Katchalka           | 31e         |
| 183         | Iryna Chuzhynova            | 46e         |
| 184         | Valentyna Karpenko          | 64e         |
| 185         | Cláudia Carceroni-Saintagne | 72e         |
| 186         | Janildes Fernandes          | 77e         |

| Acca Due O-Lorena Camicie ADO | Acca Due O-Lorena Camicie ADO | Acca Due O-Lorena Camicie ADO |
| ----------------------------- | ----------------------------- | ----------------------------- |
| Num                           | Coureuse                      | Pos                           |
| 1                             | Diana Žiliūtė (LTU)           | 4e                            |
| 2                             | Marion Clignet (FRA)          | 45e                           |
| 4                             | Tatiana Stiajkina (UKR)       | 12e                           |
| 5                             | Zita Urbonaitė (LTU)          | 35e                           |
| 6                             | Zulfiya Zabirova (RUS)        | 44e                           |
| 7                             | Vera Hohlfeld (GER)           | 59e                           |

| Alfa Lum-RSM ALF | Alfa Lum-RSM ALF                | Alfa Lum-RSM ALF |
| ---------------- | ------------------------------- | ---------------- |
| Num              | Coureuse                        | Pos              |
| 11               | Edita Pučinskaitė (LTU) (route) | 26e              |
| 12               | Fátima Blázquez (ESP)           | 33e              |
| 13               | Aleksandra Koliaseva (RUS)      | 67e              |
| 14               | Fany Lecourtois (FRA)           | 3e               |
| 15               | Joane Somarriba (ESP)           | 14e              |
| 16               | Daniela Veronesi (SMR)          | 19e              |

| Edil Savino EDI | Edil Savino EDI            | Edil Savino EDI |
| --------------- | -------------------------- | --------------- |
| Num             | Coureuse                   | Pos             |
| 21              | Swetlana Bubnenkowa (RUS)  | 16e             |
| 22              | Karen Kurreck (USA)        | 13e             |
| 23              | Silvia Parietti (ITA)      | 66e             |
| 24              | Valentina Polkhanova (RUS) | 28e             |
| 25              | Sonia Rocca (ITA)          | 90e             |
| 29              | Giovanna Troldi (ITA)      | 42e             |

| Farm Frites-Hartol FAR | Farm Frites-Hartol FAR     | Farm Frites-Hartol FAR |
| ---------------------- | -------------------------- | ---------------------- |
| Num                    | Coureuse                   | Pos                    |
| 31                     | Leontien van Moorsel (NED) | 30e                    |
| 32                     | Yvonne Brunen (NED)        | 20e                    |
| 33                     | Madeleine Lindberg (SWE)   | 32e                    |
| 34                     | Susanne Ljungskog (SWE)    | 6e                     |
| 35                     | Debby Mansveld (NED)       | 83e                    |
| 37                     | Rikke Sandhøj (DEN)        | 81e                    |

| Vlaanderen 2002 Ladies VLA | Vlaanderen 2002 Ladies VLA | Vlaanderen 2002 Ladies VLA |
| -------------------------- | -------------------------- | -------------------------- |
| Num                        | Coureuse                   | Pos                        |
| 41                         | Heidi Van de Vijver (BEL)  | 11e                        |
| 42                         | Cindy Bauwens (BEL)        | 58e                        |
| 43                         | Veronique Belleter (BEL)   | 57e                        |
| 44                         | Cindy Pieters (BEL)        | 5e                         |
| 46                         | Vanja Vonckx (BEL)         | 54e                        |
| 47                         | Vanessa Cheatley (NZL)     | 25e                        |

| Gas Sport Team GAS | Gas Sport Team GAS           | Gas Sport Team GAS |
| ------------------ | ---------------------------- | ------------------ |
| Num                | Coureuse                     | Pos                |
| 51                 | Alessandra Cappellotto (ITA) | 8e                 |
| 52                 | Roberta Bonanomi (ITA)       | 34e                |
| 53                 | Simona Parente (ITA)         | 22e                |
| 54                 | Luisiana Pegoraro (ITA)      | 48e                |
| 55                 | Gabriella Pregnolato (ITA)   | 50e                |
| 56                 | Pia Sundstedt (FIN)          | 2e                 |

| Master Team-Carpe Diem MAS | Master Team-Carpe Diem MAS | Master Team-Carpe Diem MAS |
| -------------------------- | -------------------------- | -------------------------- |
| Num                        | Coureuse                   | Pos                        |
| 61                         | Sigrid Corneo (ITA)        | 65e                        |
| 62                         | Tania Belvederesi (ITA)    | 82e                        |
| 64                         | Priska Doppmann (SUI)      | 7e                         |
| 65                         | Marcia Eicher (SUI)        | 47e                        |
| 66                         | Katia Longhin (ITA)        | 55e                        |
| 69                         | Samanta Loschi (ITA)       | AB                         |

| Allemagne GER | Allemagne GER        | Allemagne GER |
| ------------- | -------------------- | ------------- |
| Num           | Coureuse             | Pos           |
| 71            | Ina-Yoko Teutenberg  | 49e           |
| 72            | Jacqueline Brabenetz | 41e           |
| 75            | Tina Liebig          | 84e           |
| 76            | Kerstin Scheitle     | 52e           |
| 77            | Anna-Sophia Czilwik  | 80e           |
| 78            | Chantalle Gehrig     | 53e           |

| SC Michela Fanini Record Rox MIC | SC Michela Fanini Record Rox MIC | SC Michela Fanini Record Rox MIC |
| -------------------------------- | -------------------------------- | -------------------------------- |
| Num                              | Coureuse                         | Pos                              |
| 81                               | Zinaida Stahurskaia (BLR)        | 29e                              |
| 83                               | Natalja Kistchuk (UKR)           | 37e                              |
| 85                               | Svetlana Samokhvalova (RUS)      | 38e                              |
| 86                               | Oksana Saprykina (UKR)           | 27e                              |
| 87                               | Anna Farina (ITA)                | 93e                              |
| 89                               | Marika Murer (SUI)               | 89e                              |

| Equipe Nürnberger Versicherung NUR | Equipe Nürnberger Versicherung NUR | Equipe Nürnberger Versicherung NUR |
| ---------------------------------- | ---------------------------------- | ---------------------------------- |
| Num                                | Coureuse                           | Pos                                |
| 91                                 | Jacinta Coleman (NZL)              | 10e                                |
| 92                                 | Clarissa Breuer (GER)              | 73e                                |
| 93                                 | Carolin Dietmann-Pfister (AUT)     | AB                                 |
| 95                                 | Erika Schertl (GER)                | 40e                                |

| La Rosa dei Venti RDV | La Rosa dei Venti RDV     | La Rosa dei Venti RDV |
| --------------------- | ------------------------- | --------------------- |
| Num                   | Coureuse                  | Pos                   |
| 102                   | Gitana Gruodyte (LTU)     | 71e                   |
| 103                   | Edita Kubelskienė (LTU)   | AB                    |
| 104                   | Deira Mari (ITA)          | AB                    |
| 105                   | Olga Mikhailoyskaia (RUS) | AB                    |
| 106                   | Negringa Raudonite (LTU)  | AB                    |
| 107                   | Nadia Zuccherelli (ITA)   | AB                    |

| France FRA | France FRA                | France FRA |
| ---------- | ------------------------- | ---------- |
| Num        | Coureuse                  | Pos        |
| 111        | Élisabeth Chevanne-Brunel | 15e        |
| 112        | Aline Camboulives         | 18e        |
| 113        | Magali Le Floc'h          | 23e        |
| 114        | Géraldine Loewenguth      | 36e        |
| 115        | Laurence Restoin          | 56e        |
| 116        | Maryline Salvetat         | 43e        |

| Belgique BEL | Belgique BEL    | Belgique BEL |
| ------------ | --------------- | ------------ |
| Num          | Coureuse        | Pos          |
| 121          | Sylvia Debboudt | AB           |
| 122          | Veronique Coene | AB           |
| 123          | Veerle Ingels   | 74e          |
| 124          | Natasja Nobels  | AB           |
| 126          | Ann Roegiers    | 91e          |
| 127          | Lensy Debboudt  | 94e          |

| Canada CAN | Canada CAN        | Canada CAN |
| ---------- | ----------------- | ---------- |
| Num        | Coureuse          | Pos        |
| 131        | Julia Bradley     | 87e        |
| 132        | Myriam Desrosiers | AB         |
| 134        | Leigh Hobson      | 63e        |
| 135        | Amy Jarvis        | 86e        |
| 136        | Darnelle Moore    | 68e        |
| 137        | Geneviève Jeanson | 1re        |

| Grande-Bretagne GBR | Grande-Bretagne GBR | Grande-Bretagne GBR |
| ------------------- | ------------------- | ------------------- |
| Num                 | Coureuse            | Pos                 |
| 141                 | Yvonne McGregor     | 24e                 |
| 142                 | Susan Carter        | 39e                 |
| 143                 | Emma Davies         | 78e                 |
| 144                 | Ceris Gilfillan     | 17e                 |
| 145                 | Megan Hughes        | 70e                 |
| 146                 | Sara Symington      | 69e                 |

| Pays-Bas NED | Pays-Bas NED           | Pays-Bas NED |
| ------------ | ---------------------- | ------------ |
| Num          | Coureuse               | Pos          |
| 151          | Areke Hassink          | 95e          |
| 152          | Edith Klep-Moerenhout  | 61e          |
| 153          | Francis Linthorst      | 79e          |
| 154          | Sandra Rombouts        | 60e          |
| 155          | Sonja Van Kuik-Pfister | 62e          |
| 156          | Janneke Vos            | 85e          |

| Tchéquie CZE | Tchéquie CZE      | Tchéquie CZE |
| ------------ | ----------------- | ------------ |
| Num          | Coureuse          | Pos          |
| 162          | Lada Kozlíková    | 51e          |
| 165          | Adéla Vlnova      | AB           |
| 166          | Simona Wagnerova  | AB           |
| 167          | Monika Richterova | AB           |

| Suisse SUI | Suisse SUI           | Suisse SUI |
| ---------- | -------------------- | ---------- |
| Num        | Coureuse             | Pos        |
| 171        | Nicole Brändli       | 9e         |
| 172        | Denise Baumann       | 92e        |
| 173        | Marion Brauen        | 76e        |
| 175        | Yvonne Schnorf-Wabel | AB         |
| 176        | Sandra Wampfler      | 75e        |
| 177        | Diana Rast           | 88e        |

| Ukraine UKR | Ukraine UKR                 | Ukraine UKR |
| ----------- | --------------------------- | ----------- |
| Num         | Coureuse                    | Pos         |
| 181         | Yuliya Murenkaya            | 21e         |
| 182         | Natalia Katchalka           | 31e         |
| 183         | Iryna Chuzhynova            | 46e         |
| 184         | Valentyna Karpenko          | 64e         |
| 185         | Cláudia Carceroni-Saintagne | 72e         |
| 186         | Janildes Fernandes          | 77e         |

Source.